# San Antonio Analco
San Antonio Analco är en ort i Mexiko.   Den ligger i kommunen San Felipe Usila och delstaten Oaxaca, i den sydöstra delen av landet, 300 km sydost om huvudstaden Mexico City. San Antonio Analco ligger 543 meter över havet och antalet invånare är 305.
Terrängen runt San Antonio Analco är huvudsakligen bergig, men åt nordost är den kuperad. Runt San Antonio Analco är det glesbefolkat, med 13 invånare per kvadratkilometer. Närmaste större samhälle är San Felipe Usila, 6,1 km nordost om San Antonio Analco. I omgivningarna runt San Antonio Analco växer i huvudsak städsegrön lövskog.